# Бодхичитта
Бодхичи́тта (санскр. बोधिचित्त, bodhicitta; bodhi — пробуждение, просветление; citta — психика, сознание, ум, мысль, намерение, воля) в буддизме в зависимости от контекста — устремленность к пробуждению или пробужденное сознание. На этой ступени человек преисполняется желанием избавить от страданий в круговороте рождения и смерти (сансара) уже не себя одного, но и всех окружающих. Геше Джампа Тинлей предложил определение «ум, имеющий альтруистическую направленность к высшему просветлению, состоянию будды». Классическое определение дал Майтрея (Абхисамая-аламкара, 1.18):
«Зарождение бодхичитты — это желание полного совершенного Пробуждения на благо других.»
Бодхичитта является основой мотивации правильного религиозного поведения в Махаяне.

## Основные концепции
Термин «бодхичитта» появился в протомахаянских текстах раннего буддизма (например, «Махавасту» школы махасангхика) и получил свое доктринальное значение в махаяне. Бодхичитта, процесс ее обретения и культивирования тесно связаны с состраданием ко всем живым существам (каруна) и мыслями о пробуждении, а также с рядом ритуалов: словесной формулой торжественного обета бодхисаттвы, определенными действиями и жестами.
Махаянский путь постижения и достижения бодхичитты опирается на практики, которые создал в XI веке буддийский мыслитель и проповедник Атиша. Считается, что он объединил прежнюю «семичленную практику» праджни и путь «замены себя на других» из Аватамсака-сутры. В основе практик лежит принцип принятия неблагоприятных факторов на себя и отдачи благоприятных факторов другим живым существам.
Философ и проповедник Цонкапа позднее в трактате «Великие этапы пути Бодхи» ввёл понятия о трёх уровнях личностей: малой, средней и высшей. Малая заботится лишь о благах этого мира. Средняя отворачивается от благ и греха, но заботится лишь о собственном духовном спасении. Великая — желает избавить от страданий других. Последнее состояние и есть бодхичитта.
Камалашила и Шантидэва различали два уровня бодхичитты:
1. Условная, относительная бодхичитта (самвритти-бодхичитта) — это две ступени на пути к высшей бодхичитте: 1) «вдохновенная бодхичитта» — стремление достичь пробуждения, чтобы принести высочайшее благо всем существам; 2) «деятельная бодхичитта» — реальные дела, совершаемые во имя этой великой цели.
2. Высшая, абсолютная бодхичитта (парамартха-бодхичитта) — это мудрость (праджня), позволяющая проникнуть в суть всех явлений и постичь их подлинную природу, которая называется в махаяне «шуньята»[10].

## Зарождение бодхичитты
Путь бодхисаттвы к достижению состояния будды начинается с появления у человека первичной установки на обретение пробуждения «на благо всех живых существ» (бодхичитта-утпада). Исток бодхичитты — четыре брахмавихары, четверка безмерных хороших душевных качеств: 1) майтри — любовь, 2) каруна — сострадание, 3) мудита — сорадование, 4) упекша — беспристрастность. Буддолог А. В. Парибок поясняет, что для тренировки каждого из этих качеств требуется свой специфический объект. Объект, от которого возбуждается сострадание, — это плохое положение дел у кого-либо. Объект, от которого возбуждается сорадование, — это хорошее положение дел у кого-либо. Любовь связана с мыслью: «Пусть живым существам будет хорошо». Беспристрастие является некоторым аспектом мудрости (праджня) и связано с мыслью: «Ни одно существо не лучше и не хуже другого». Объект, необходимый для взращивания двух последних качеств, — просто наличие существ. Обычный человек не может взращивать в себе все эти четыре качества одновременно — только попеременно. Однако в мире постоянно такое положение дел, что есть кого любить, кого жалеть, чьим успехам радоваться, есть к кому относиться беспристрастно. И в тренировках четырех благих качеств есть один общий аспект: надо почувствовать единство с объектом и снять двойственность. При этих тренировках в сферу внимания попадают разные объекты, и одно специфическое состояние сменяется другим. Если тренировать эти четыре состояния в связке, переходя от одного хорошего чувства к другому, то в конце концов происходит их «сплав». И тогда зарождается бодхичитта. В результате регулярной практики бодхичитта становится безобъектной. То есть становится натурой бодхисаттвы. И когда в сферу внимания бодхисаттвы попадает какое-нибудь существо, то оно сразу «озаряется светом бодхичитты». Зарождение бодхичитты в махаяне соответствует тому, что в хинаяне называлось «вступление-в-поток» (сротапанна).